# Bughea de Sus (okręg Ardżesz)
Bughea de Sus – wieś w Rumunii, w okręgu Ardżesz, w gminie Bughea de Sus. W 2011 roku liczyła 2997 mieszkańców.